# Sphenanthias
Sphenanthias is een monotypisch geslacht van straalvinnige vissen uit de familie van lintvissen (Cepolidae).

## Soort
- Sphenanthias sibogae Weber, 1913